# Per il gusto di uccidere
Per il gusto di uccidere è un film del 1966 diretto da Tonino Valerii.

## Trama
Lanky Fellow è un cacciatore di taglie che vive tenendo d'occhio molti trasporti di valori che viaggiano da un villaggio del West all'altro. A Omaha, il magnate minerario Collins gli propone di investire i diecimila dollari che ha appena guadagnato per assicurare un deposito d'oro nella banca locale.

## Produzione
Il film fu girato in provincia di Almería, Spagna.